# Ganne Jochanan
Ganne Jochanan (hebr.: גני יוחנן) – moszaw położony w samorządzie regionu Gezer, w Dystrykcie Centralnym, w Izraelu.

## Historia
Moszaw został założony w 1950 przez imigrantów z Rumunii.

## Gospodarka
Gospodarka moszawu opiera się na intensywnym rolnictwie.